# Avenida Enrique Olivares
La avenida Enrique Olivares es una arteria vial de la ciudad de Santiago (Chile), ubicada completamente dentro de la comuna de La Florida. Nace en la avenida Vicuña Mackenna al poniente, y termina en su intersección con la calle Jardín Alto, unos 200 m abajo del canal San Carlos. Al poniente de Av. Vicuña Mackenna, la vía toma el nombre de avenida Doctor Sótero del Río.